# Rezerwat przyrody Modła
Rezerwat przyrody Modła – leśny rezerwat przyrody utworzony w 1979 r. na terenie gminy Regimin, leśnictwa Lekowo, Nadleśnictwa Ciechanów. Celem ochrony jest zachowanie fragmentu starodrzewu sosnowo-dębowego oraz miejsca lęgowego bociana czarnego. W drzewostanie dominuje dąb bezszypułkowy w wieku około 160–200 lat.